# Олимпийский комитет Мальты
Олимпийский комитет Мальты (мальт. Kumitat Olimpiku Malti; англ. Malta Olympic Committee) — организация, представляющая Мальту в международном олимпийском движении.  Основан в 1928 году; зарегистрирован в МОК в 1936 году.
Президент комитета с 2013 года — Юлиан Пасе Бонелло (Julian Pace Bonello).
Штаб-квартира расположена в Гзире. Является членом МОК, ЕОК и других международных спортивных организаций. Осуществляет деятельность по развитию спорта на Мальте.